# 鹽城話
鹽城話屬於江淮官話(淮語)洪巢片方言。具體介紹可詳見建鹽方言。盐都南角、大丰大部虽今属盐城市区，大部地区历史上属于扬州府東臺縣（或更早的泰州兴化县、高邮州兴化县）而非淮安府盐城县，使用通泰方言泰州小片，不属于本文范畴。

## 定義
廣義上的鹽城話指江淮官話洪巢片建鹽方言 (包括建湖、鹽都、射陽黃沙港以南和大豐斗龍港以北地區方言)；
狹義上的鹽城話僅指建鹽方言中的鹽城市區（不含行政区划上并入市区的盐都南角、大丰大部）話。

## 語音特點
鹽城音系有明顯的洪巢方言和通泰方言的過渡地帶特徵，或認爲歷史上曾經是通泰方言的一部分，更詳細的語音特點請參見建鹽方言.
- 聲母18個：分清n\l，分不清r/l,其餘皆與揚州話同。

全濁上和全濁去字大約有1/5左右有送氣和不送氣文白兩讀。

- 韻母48個：鹽城話除具有咸山攝三分、保留入聲韻尾[?]等江淮話普遍韻母特徵外，還具有部分韻母陰陽聲韻合流的特點：即陽聲韻韻尾弱化、陰聲韻鼻化皆變成鼻化韻，兩者之間產生交叉關係。例如：“姐”≈“几”、“哥”≈“锅”等等。

- 聲調5個：陰平、陽平、上聲、去聲、入聲。

其中，與通泰方言北部類似,全濁上和濁去字大部分都有去聲[文]與陰平[白]兩讀。